# Oxymerus lineatus
Oxymerus lineatus är en skalbaggsart som beskrevs av Dupont 1838. Oxymerus lineatus ingår i släktet Oxymerus och familjen långhorningar.
Artens utbredningsområde är:
- Guyana.
- Surinam.
- Venezuela.

Inga underarter finns listade i Catalogue of Life.